# City of Kingston upon Hull
City of Kingston upon Hull är en enhetskommun i East Riding of Yorkshire i England, Storbritannien. Kommunen har 268 852 invånare (2022). Hela kommunen är en unparished area. Den består av staden Kingston upon Hull (oftast kallad enbart Hull).